# FK Senica
O FK Senica é um Clube de futebol da Eslováquia, com sede na cidade de Senica. O clube foi fundado em 1921 e disputa a Campeonato Eslovaco de Futebol.

## Ranking UEFA
O Clube no Ranking 2012 (ano anterior posição em itálico, a UEFA Clube coeficientes em parênteses)
- 249    (236)  Bohemian F.C. (3.975)
- 250    (-)  FK Senica (3.974)
- 251    (-)  Strømsgodset IF (3.935)
- Full list

## História em Competições daUEFA
| Temporada | Competição          | Fase                            | Pais    | Clube             | Casa | Fora | Agregado |
| --------- | ------------------- | ------------------------------- | ------- | ----------------- | ---- | ---- | -------- |
| 2011–12   | Liga Europa da UEFA | Terceira Rodada de Qualificação | Áustria | Red Bull Salzburg | 0–3  | 0–1  | 0–4      |
| 2012–13   | Liga Europa da UEFA | Primeira Rodada de Qualificação | Hungria | MTK Budapest      | 2–1  | 1–1  | 3–2      |
| 2012–13   | Liga Europa da UEFA | Segunda Rodada de Qualificação  | Chipre  | APOEL             | 0–1  | 0–2  | 0–3      |

## Uniformes

### Uniformes atuais
| 1º Uniforme | 2º Uniforme | Combinação 1 |